# 고마 신사
고마 신사(일본어: 高麗神社 고마진자[*]) 또는 고구려 신사(高句麗神社)는 일본의 사이타마현 히다카시에 있는 신사로, 고구려 유민들과 함께 고마 군을 개척한 고마 군의 초대 군사였던 고약광(왕약광, 고마노고키시(高麗王) 쟛코(若光))을 기리기 위해 세워졌다. 주제신은 고마노고키시 쟛코, 사루타히코노 미코토, 타케노우치노 스쿠네노 미코토를 모시며, 고마노고키시 쟈코오의 제사를 지낸다.

## 역사
668년 당나라와 신라의 연합 공격에 의해 멸망한 고구려를 벗어나 일본으로 망명한 왕족이 이주해왔다. 그 왕족에 섞여 함께 망명했던 고마노 고키시쟛코가 716년 스루가국(현 시즈오카), 가이국(현 야마나시), 사가미국(현 가나가와), 가즈사국, 시모우사 국(현 지바) 히타치국(현 이바라키), 시모쓰케국(현 도치기)에 흩어져 있던 고구려민 1799명을 무사시국에 이주시켜 개척하였다. 730년 고마노 고키시쟛코가 죽은 후, 고구려민들은 그를 고마묘진(高麗明神)으로서 모시기 위한 고마 신사를 세웠다.

## 특징
"출세하고 싶으면 고마 신사에 가서 빌라"는 속설이 있다. 하마구치 오사치, 와카쓰키 레이지로, 사이토 마코토, 고이소 구니아키, 시데하라 기주로, 하토야마 이치로가 참배한 뒤에 총리에 임명되었기에, 출세명신(出世明神 슛세이묘진[*])이라 하며 숭상하고 있다. 1990년대에는 "큰 사건이 있을 땐 고마 신사에 가서 빌어야 수사가 잘 풀린다"는 얘기가 퍼져, 도쿄지검·도쿄고검 검사들이 줄줄이 참배하기도 했다. 연간 40만명의 참배객이 거쳐갈 정도이며, 그중에서도 많은 유명인사와 연예인들이 자주 참배하는 곳이기도 하다.

## 사진

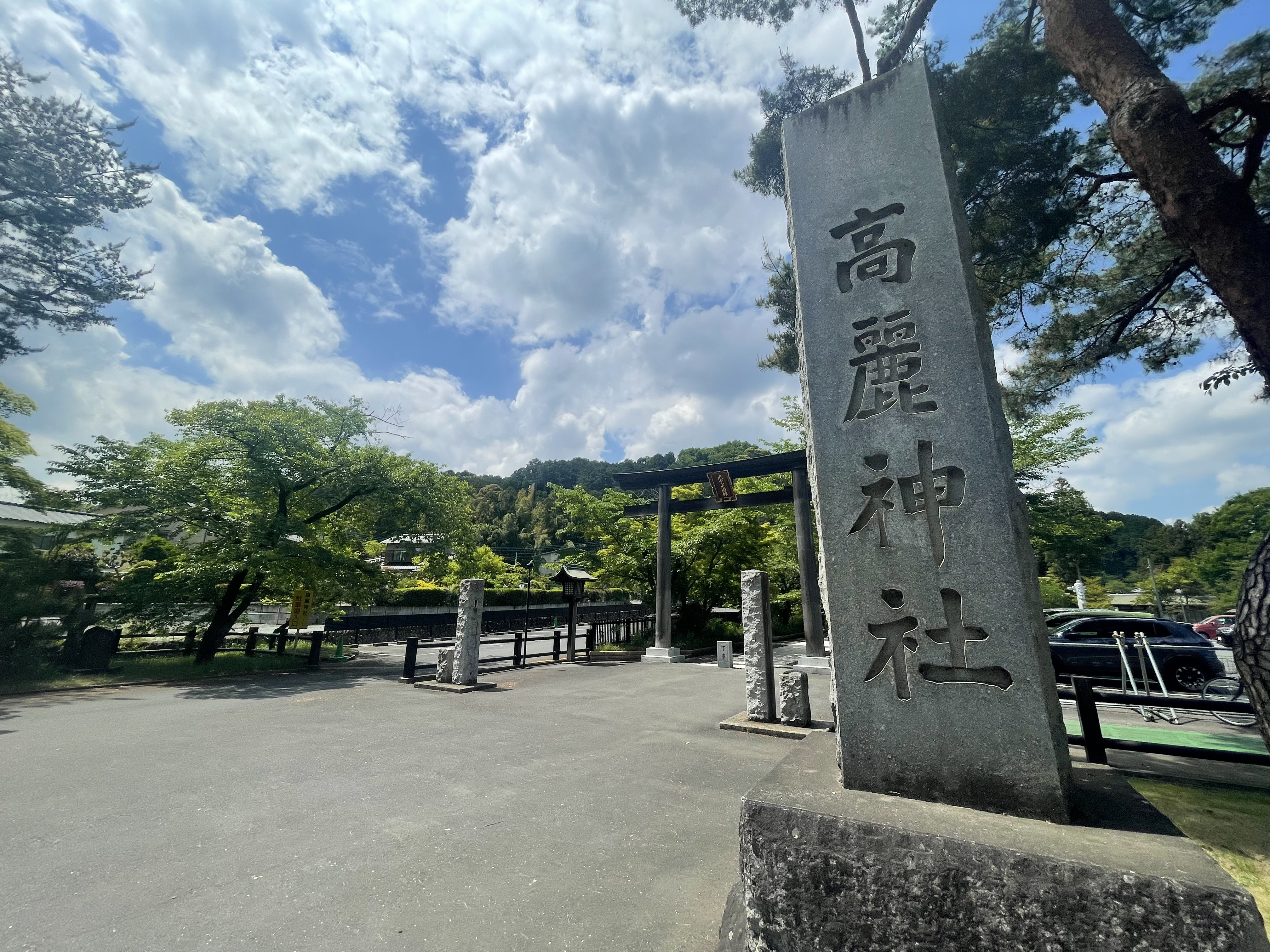
고마 신사
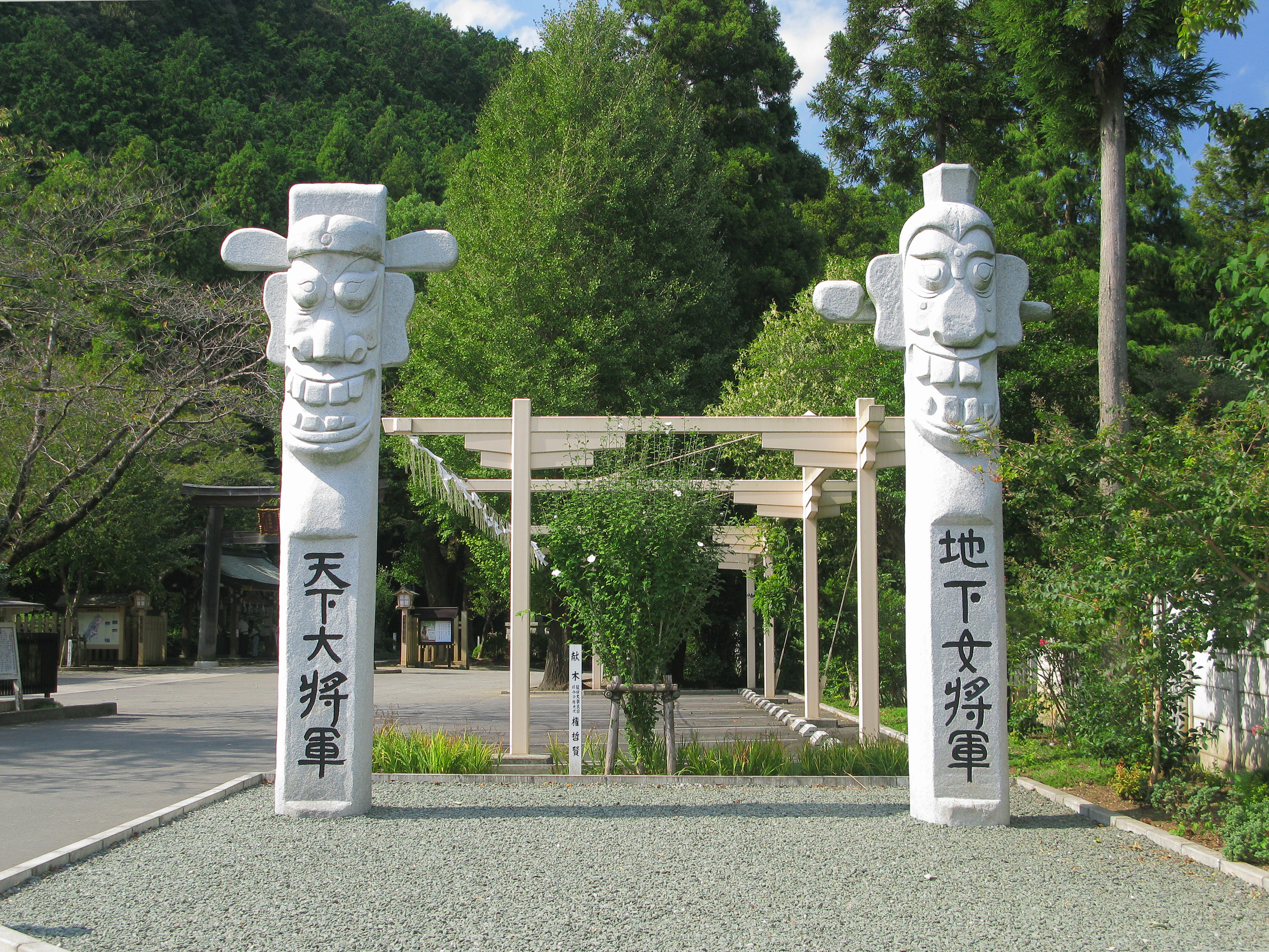
고마 신사의 장승
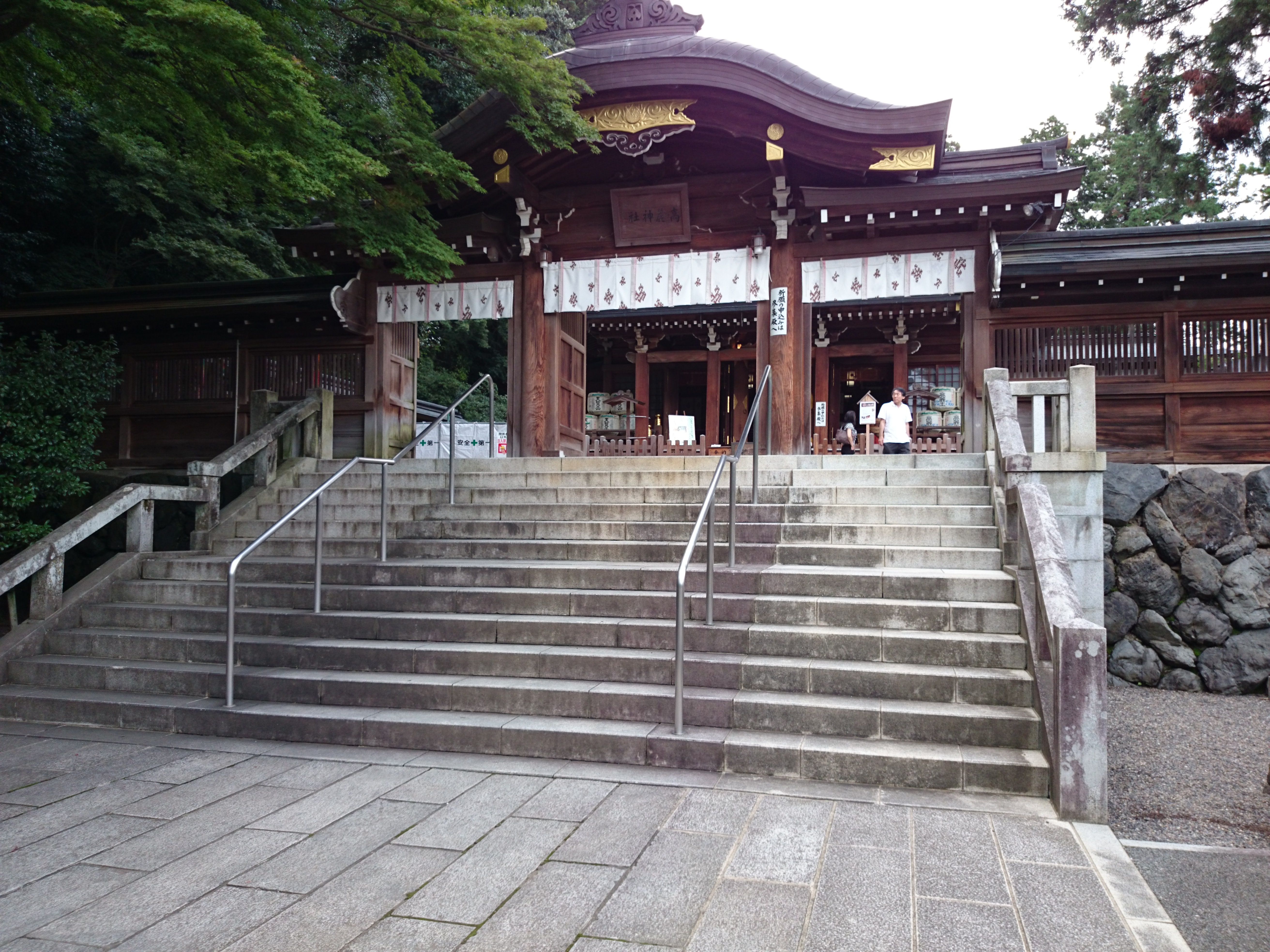
문
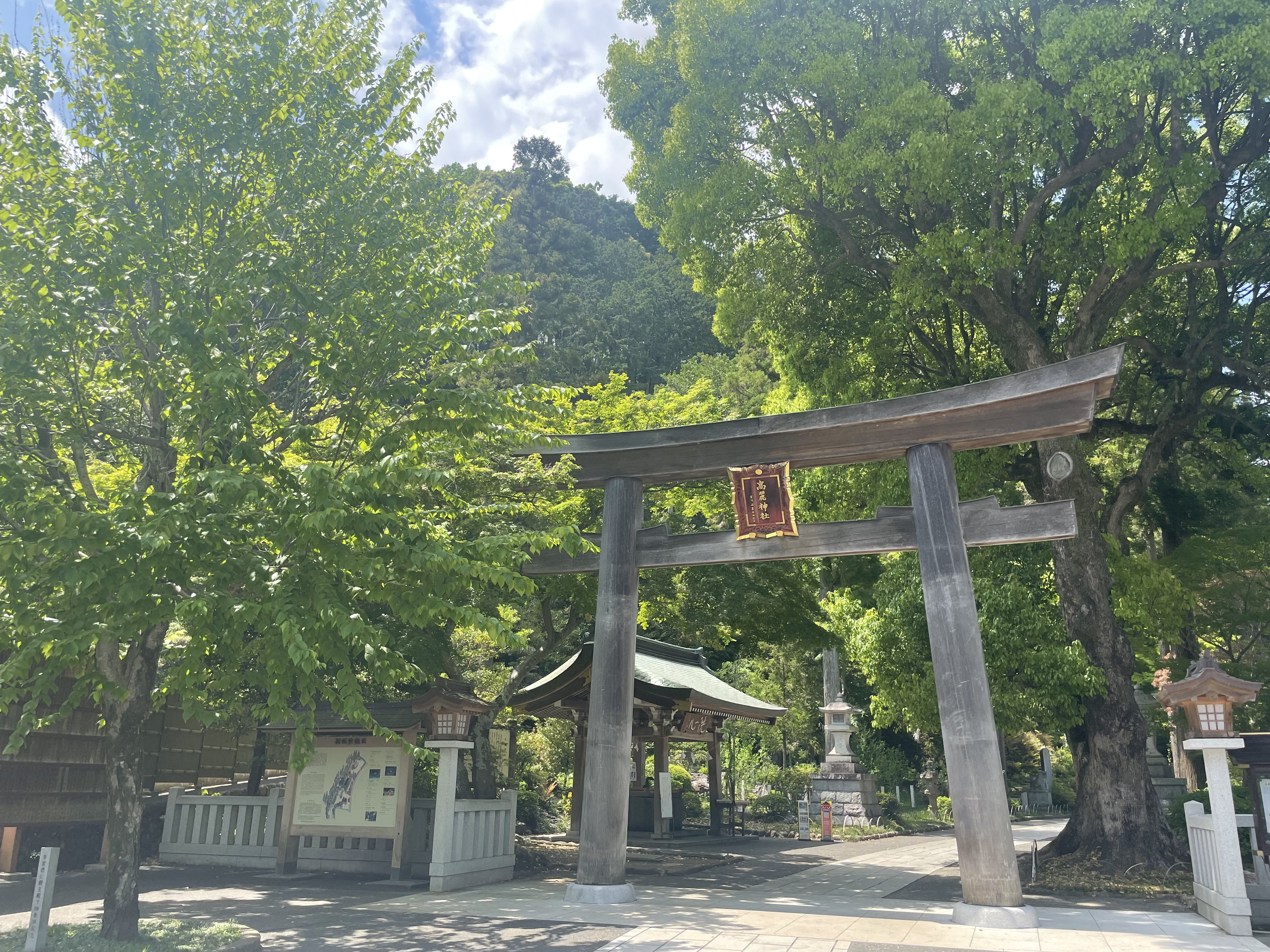
도리이
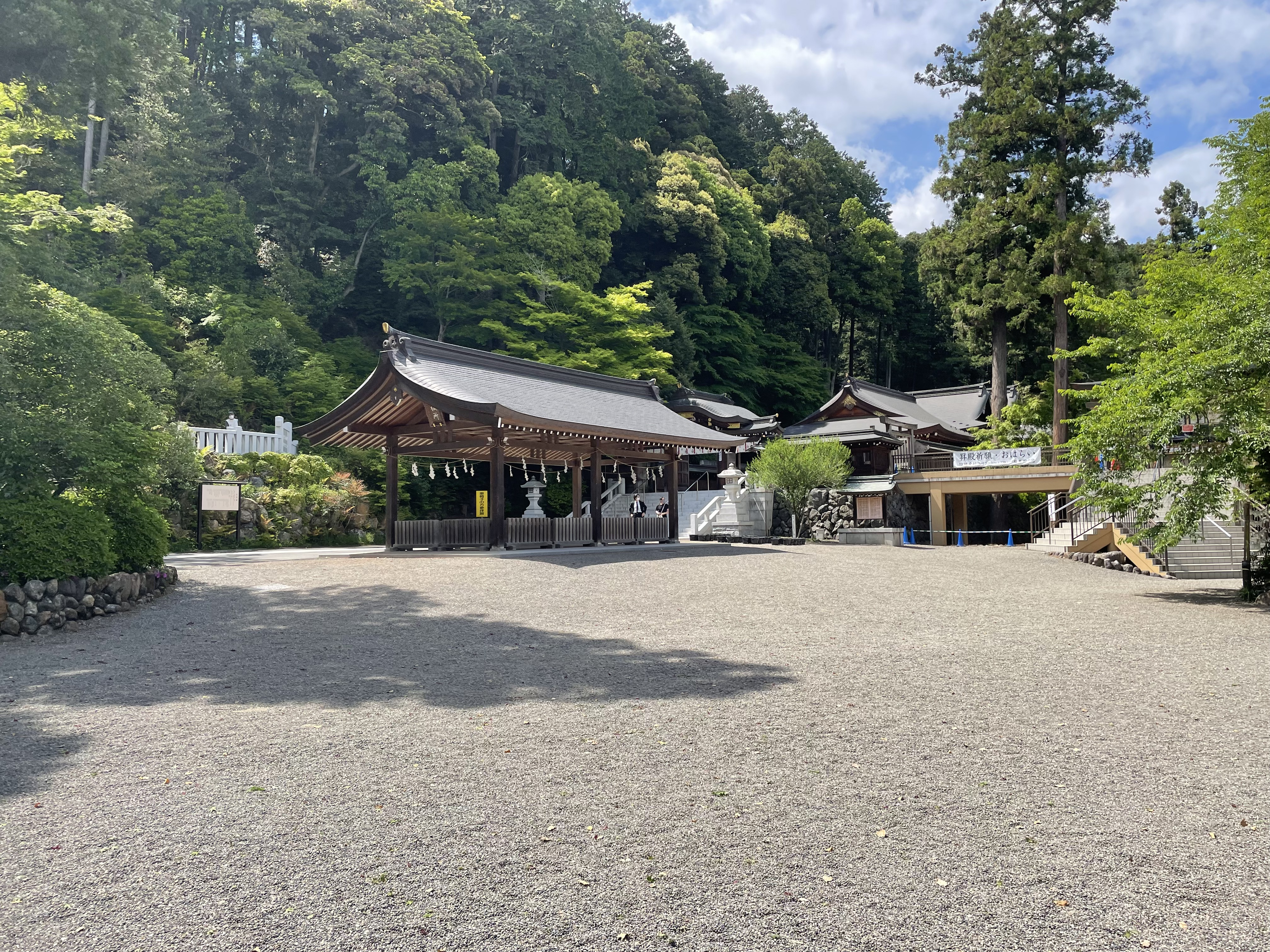
대지
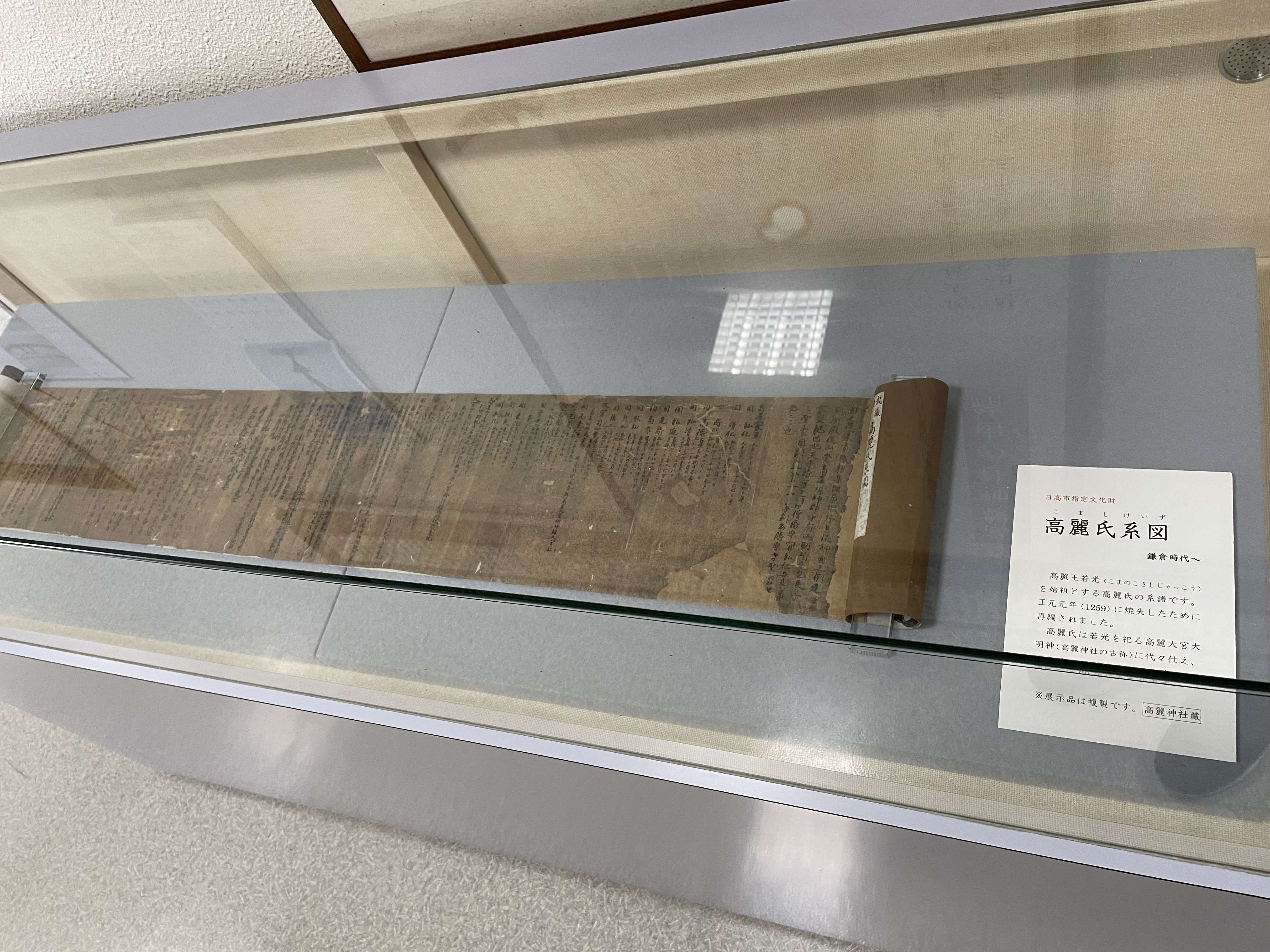
가계도

## 참고
- “고마 신사의 역사”. 고마 신사. 2007년 12월 24일에 원본 문서에서 보존된 문서. 2008년 2월 29일에 확인함.

1. ↑  《續日本紀》, 卷第七, 日本根子高瑞淨足姬天皇, 元正天皇, 靈龜二年 五月, "辛卯 以駿河 申斐 上摸 上總 下總 常陸 下野七國高麗人千七百九十九人 遷于武藏國 始置高麗郡焉 …"
2. ↑  최인준 (2016년 4월 23일). “1300년, 일본 한복판에서 지켜온 고구려의 魂”. 조선일보. 2017년 10월 8일에 확인함.

## 같이 보기
- 다마야마 신사(단군 신사)
- 구다라오 신사(백제왕 신사)
- 코마이누(고려견) - '고구려개'라는 뜻
  - 타이완 신궁 - 현재도 '코마이누'(고려견)를 '狛犬'가 아닌 '高麗犬'이라고 제대로 표기하고 있다